# Saison 2013 de l'équipe cycliste Garmin-Sharp
La saison 2013 de l'équipe cycliste Garmin-Sharp est la neuvième de cette équipe.

## Préparation de la saison 2013

### Sponsors et financement de l'équipe
Les sponsors principaux et éponyme de l'équipe sont Garmin, entreprise américaine spécialisée dans les systèmes de navigation par GPS, et Sharp Corporation, fabricant japonais d'électronique. Garmin est sponsor-titre de l'équipe depuis 2008 et a prolongé son engagement l'année suivante jusqu'en 2013. Sharp est devenu sponsor de l'équipe en juin 2012. Barracuda, jusqu'alors sponsor titre, est resté partenaire de l'équipe et est toujours présent sur le maillot. Cervélo est le fournisseur de cycles de l'équipe depuis 2011. Le budget pour cette saison est d'environ 8,5 millions d'euros.

### Arrivées et départs
L'effectif de Garmin-Sharp connaît cinq départs et cinq arrivées entre les saisons 2012 et 2013. La principale recrue est le Belge Nick Nuyens, vainqueur du Tour des Flandres 2011 et membre de l'équipe Saxo Bank-Tinkoff Bank en 2012. Il est appelé à être l'un des leaders de l'équipe pour les classiques flandriennes. L'équipe intègre trois jeunes coureurs australiens. Lachlan Morton et Steele Von Hoff sont issus de l'équipe réserve et formatrice de Garmin, Chipotle-First Solar Development, et Rohan Dennis courait en 2012 chez Jayco-AIS. Enfin Caleb Fairly, ancien membre de l'équipe réserve et stagiaire de Garmin en 2010, revient dans l'équipe après deux années chez HTC-Highroad puis SpiderTech-C10.
Les cinq départs sont ceux de Murilo Fischer, recruté par l'équipe FDJ, Heinrich Haussler, qui rejoint la nouvelle équipe IAM, Christophe Le Mével parti chez Cofidis, Thomas Peterson chez Argos-Shimano et Sep Vanmarcke chez Blanco.
| Arrivées        | Équipe 2012                      |
| --------------- | -------------------------------- |
| Rohan Dennis    | Jayco-AIS                        |
| Caleb Fairly    | SpiderTech-C10                   |
| Lachlan Morton  | Chipotle-First Solar Development |
| Nick Nuyens     | Saxo Bank-Tinkoff Bank           |
| Steele Von Hoff | Chipotle-First Solar Development |

| Départs             | Équipe 2013   |
| ------------------- | ------------- |
| Murilo Fischer      | FDJ           |
| Heinrich Haussler   | IAM           |
| Christophe Le Mével | Cofidis       |
| Thomas Peterson     | Argos-Shimano |
| Sep Vanmarcke       | Blanco        |

## Coureurs et encadrement technique

### Effectif
| Cycliste              | Date de naissance | Nationalité      | Équipe 2012                      |
| --------------------- | ----------------- | ---------------- | -------------------------------- |
| Jack Bauer            | 7 avril 1985      | Nouvelle-Zélande | Garmin-Sharp                     |
| Thomas Danielson      | 13 mars 1978      | États-Unis       | Garmin-Sharp                     |
| Thomas Dekker         | 6 septembre 1984  | Pays-Bas         | Garmin-Sharp                     |
| Rohan Dennis          | 28 mai 1990       | Australie        | Jayco-AIS                        |
| Caleb Fairly          | 19 février 1987   | États-Unis       | SpiderTech-C10                   |
| Tyler Farrar          | 2 juin 1984       | États-Unis       | Garmin-Sharp                     |
| Koldo Fernández       | 13 septembre 1981 | Espagne          | Garmin-Sharp                     |
| Nathan Haas           | 12 mars 1989      | Australie        | Garmin-Sharp                     |
| Ryder Hesjedal        | 9 décembre 1980   | Canada           | Garmin-Sharp                     |
| Alex Howes            | 1er janvier 1988  | États-Unis       | Garmin-Sharp                     |
| Robert Hunter         | 22 avril 1977     | Afrique du Sud   | Garmin-Sharp                     |
| Andreas Klier         | 15 janvier 1976   | Allemagne        | Garmin-Sharp                     |
| Michel Kreder         | 15 août 1987      | Pays-Bas         | Garmin-Sharp                     |
| Raymond Kreder        | 26 novembre 1989  | Pays-Bas         | Garmin-Sharp                     |
| Martijn Maaskant      | 27 juillet 1983   | Pays-Bas         | Garmin-Sharp                     |
| Daniel Martin         | 20 août 1986      | Irlande          | Garmin-Sharp                     |
| David Millar          | 4 janvier 1977    | Royaume-Uni      | Garmin-Sharp                     |
| Lachlan Morton        | 2 janvier 1992    | Australie        | Chipotle-First Solar Development |
| Ramūnas Navardauskas  | 30 janvier 1988   | Lituanie         | Garmin-Sharp                     |
| Nick Nuyens           | 5 mai 1980        | Belgique         | Saxo Bank-Tinkoff Bank           |
| Alex Rasmussen        | 9 juin 1984       | Danemark         | Garmin-Sharp                     |
| Jacob Rathe           | 13 mars 1991      | États-Unis       | Garmin-Sharp                     |
| Sébastien Rosseler    | 15 juillet 1981   | Belgique         | Garmin-Sharp                     |
| Peter Stetina         | 8 août 1987       | États-Unis       | Garmin-Sharp                     |
| Andrew Talansky       | 23 novembre 1988  | États-Unis       | Garmin-Sharp                     |
| Johan Vansummeren     | 4 février 1981    | Belgique         | Garmin-Sharp                     |
| Christian Vande Velde | 22 mai 1976       | États-Unis       | Garmin-Sharp                     |
| Steele Von Hoff       | 31 décembre 1987  | Australie        | Chipotle-First Solar Development |
| Fabian Wegmann        | 20 juin 1980      | Allemagne        | Garmin-Sharp                     |
| David Zabriskie       | 12 janvier 1979   | États-Unis       | Garmin-Sharp                     |
| Stagiaire             | Date de naissance | Nationalité      | Équipe 2013                      |
| Glenn O'Shea          | 14 juin 1989      | Australie        | An Post-ChainReaction            |

### Encadrement

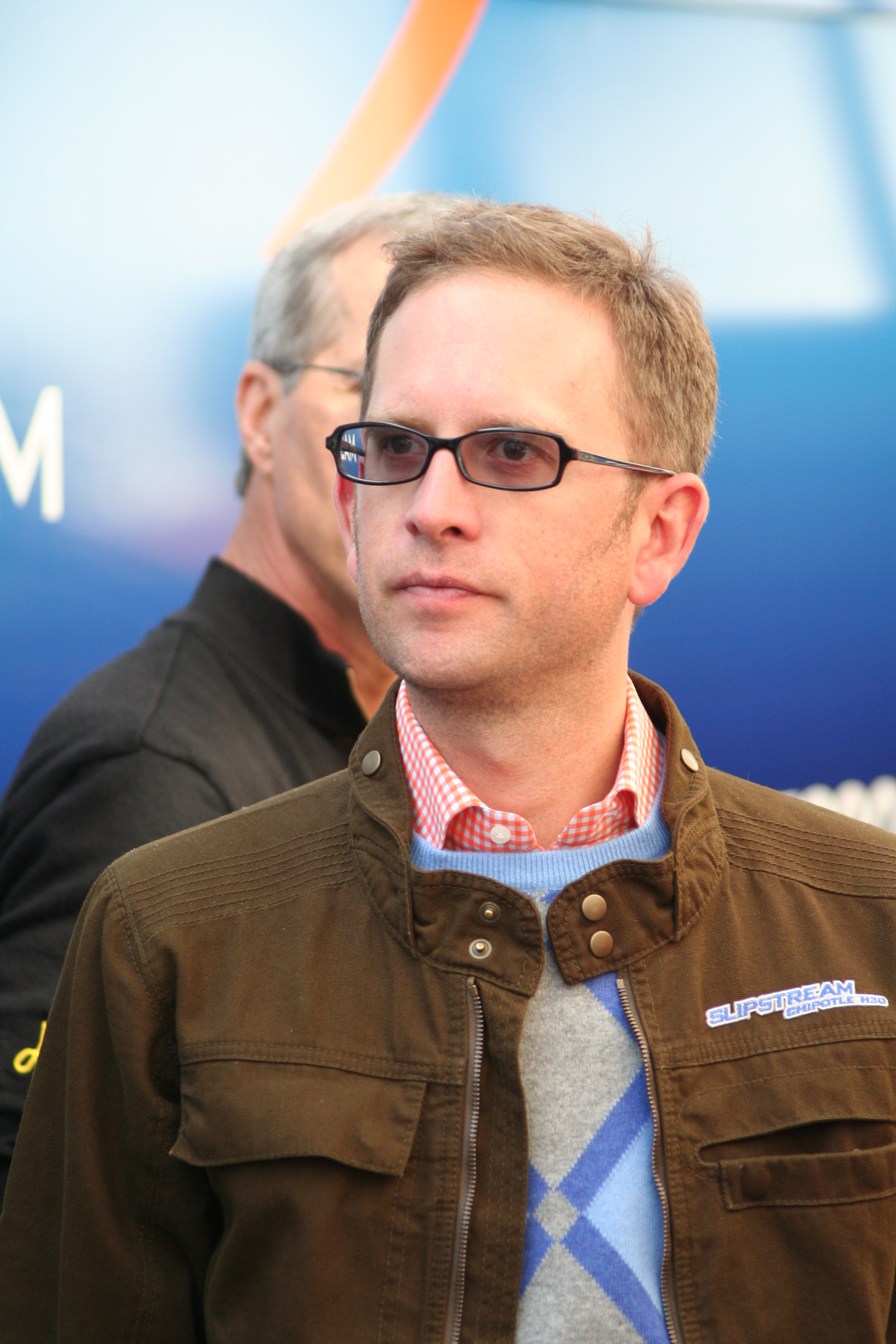
Jonathan Vaughters en 2008.

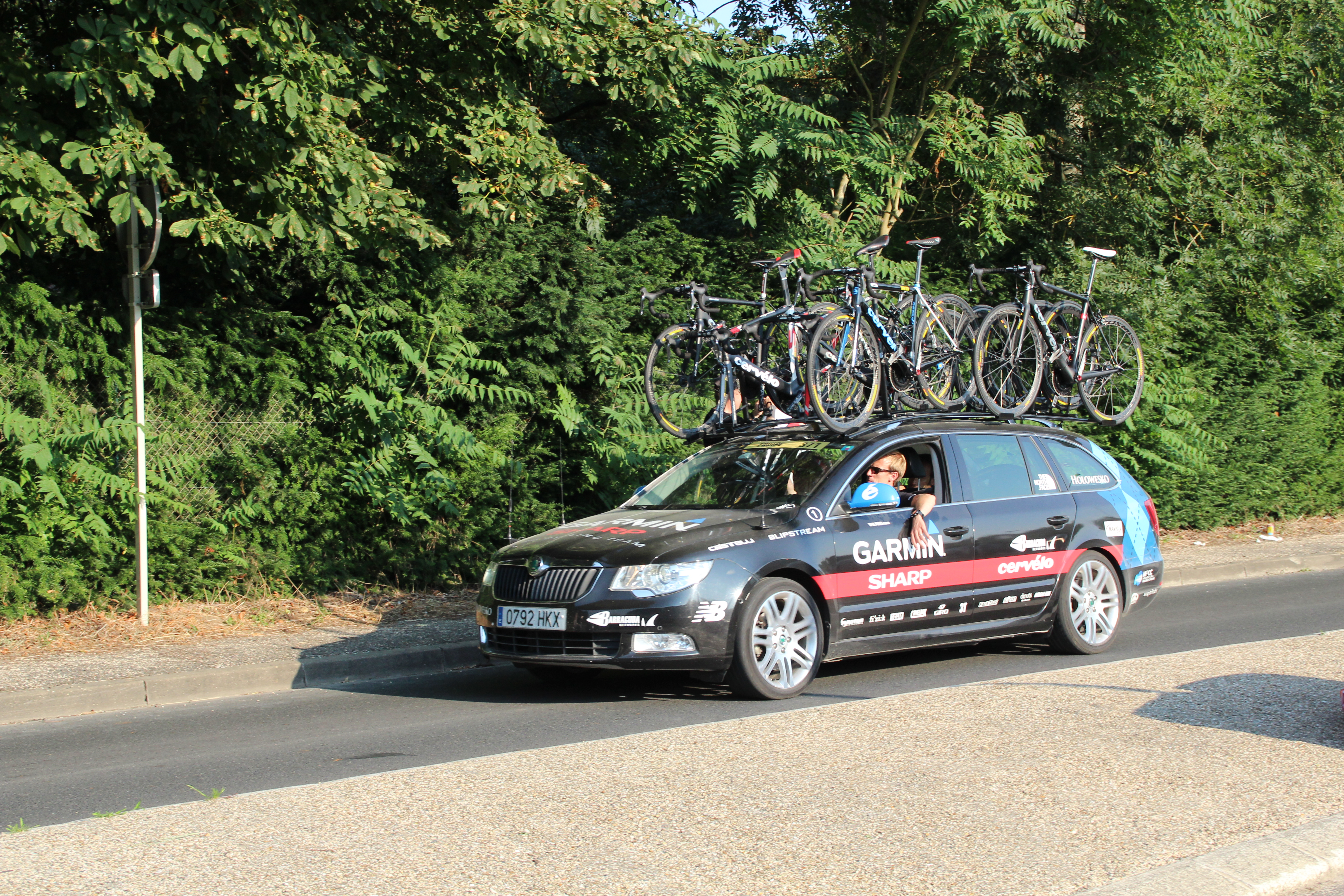
Voiture de l'équipe conduite par Charles Wegelius lors du Tour de France 2013.

L'équipe Garmin-Sharp est gérée par la société Slipstream Sports. Celle-ci est dirigée par Doug Ellis, chairman, Jonathan Vaughters, CEO, et Matt Johnson, président. Jonathan Vaughters a créé en 2003 l'équipe juniors et espoirs 5280/Subaru, devenue en 2005 l'équipe continentale TIAA-CREF, renommée Slipstream puis Garmin. Doug Ellis, un ingénieur informaticien ayant fait fortune dans la finance, est devenu propriétaire de l'équipe en 2006,.
Jonathan Vaughters est en outre directeur général de l'équipe. Les directeurs sportifs de Garmin-Sharp sont Bingen Fernández, Geert Van Bondt, Eric Van Lancker, Charles Wegelius, Johnny Weltz et Andreas Klier.

## Bilan de la saison

### Victoires
| Date       | Course                                  | Pays       | Classe | Vainqueur            |
| ---------- | --------------------------------------- | ---------- | ------ | -------------------- |
| 06/03/2013 | 3e étape de Paris-Nice                  | France     | WT     | Andrew Talansky      |
| 21/03/2013 | 4e étape du Tour de Catalogne           | Espagne    | WT     | Daniel Martin        |
| 24/03/2013 | Classement général du Tour de Catalogne | Espagne    | WT     | Daniel Martin        |
| 21/04/2013 | Liège-Bastogne-Liège                    | Belgique   | WT     | Daniel Martin        |
| 25/04/2013 | 2e étape du Tour de Romandie            | Suisse     | WT     | Ramūnas Navardauskas |
| 04/05/2013 | 4e étape des Quatre Jours de Dunkerque  | France     | 2.HC   | Michel Kreder        |
| 15/05/2013 | 11e étape du Tour d'Italie              | Italie     | WT     | Ramūnas Navardauskas |
| 15/05/2013 | 4e étape du Tour de Californie          | États-Unis | 2.HC   | Tyler Farrar         |
| 22/05/2013 | 1re étape du Tour de Bavière            | Allemagne  | 2.HC   | Alex Rasmussen       |
| 07/07/2013 | 9e étape du Tour de France              | France     | WT     | Daniel Martin        |
| 08/08/2013 | 3e étape du Tour de l'Utah              | États-Unis | 2.1    | Lachlan Morton       |
| 11/08/2013 | Classement général du Tour de l'Utah    | États-Unis | 2.1    | Thomas Danielson     |
| 06/09/2013 | 3e étape du Tour d'Alberta              | Canada     | 2.1    | Rohan Dennis         |
| 08/09/2013 | Classement général du Tour d'Alberta    | Canada     | 2.1    | Rohan Dennis         |
| 05/10/2013 | 3e étape de l'Eurométropole Tour        | Belgique   | 2.1    | Tyler Farrar         |
| 20/10/2013 | Japan Cup                               | Japon      | 1.HC   | Jack Bauer           |

### Résultats sur les courses majeures
Les tableaux suivants représentent les résultats de l'équipe dans les principales courses du calendrier international (les cinq classiques majeures et les trois grands tours). Pour chaque épreuve est indiqué le meilleur coureur de l'équipe, son classement ainsi que les accessits glanés par Garmin-Sharp sur les courses de trois semaines.

#### Classiques
| Classique            | Milan-San Remo             | Tour des Flandres       | Paris-Roubaix           | Liège-Bastogne-Liège | Tour de Lombardie  |
| -------------------- | -------------------------- | ----------------------- | ----------------------- | -------------------- | ------------------ |
| Coureur (classement) | Ramūnas Navardauskas (70e) | Johan Vansummeren (20e) | Johan Vansummeren (50e) | Daniel Martin (1er)  | Daniel Martin (4e) |

#### Grands tours
| Grand tour           | Tour d'Italie                             | Tour de France                     | Tour d'Espagne          |
| -------------------- | ----------------------------------------- | ---------------------------------- | ----------------------- |
| Coureur (classement) | Thomas Danielson (49e)                    | Andrew Talansky (10e)              | Johan Vansummeren (88e) |
| Accessits            | 1 victoire d'étape (Ramūnas Navardauskas) | 1 victoire d'étape (Daniel Martin) | -                       |

### Classement UCI
L'équipe Garmin-Sharp termine à la huitième place du World Tour avec 855 points. Ce total est obtenu par l'addition des 90 points amenés par la 8e place du championnat du monde du contre-la-montre par équipes et des points des cinq meilleurs coureurs de l'équipe au classement individuel que sont Daniel Martin, 6e avec 432 points, Andrew Talansky, 31e avec 154 points, Ryder Hesjedal, 68e avec 75 points, Thomas Danielson, 74e avec 64 points, et Fabian Wegmann, 93e avec 40 points,.
| Rang | Coureur              | Points |
| ---- | -------------------- | ------ |
| 6    | Daniel Martin        | 432    |
| 31   | Andrew Talansky      | 154    |
| 68   | Ryder Hesjedal       | 75     |
| 74   | Thomas Danielson     | 64     |
| 93   | Fabian Wegmann       | 40     |
| 102  | Ramūnas Navardauskas | 32     |
| 110  | Rohan Dennis         | 24     |
| 130  | Tyler Farrar         | 18     |
| 158  | Steele Von Hoff      | 7      |
| 180  | David Millar         | 4      |
| 227  | Alex Rasmussen       | 1      |